# Hélène Laure Miyenga
Hélène Laure Miyenga, née le 17 novembre 1984, est une haltérophile camerounaise.

## Carrière
Hélène Laure Miyenga est médaillée de bronze aux Championnats d'Afrique 2008 dans la catégorie des moins de 63 kg, médaillée d'or aux Championnats d'Afrique 2009 dans la catégorie des moins de 69 kg et médaillée d'argent aux Championnats d'Afrique 2013 dans la catégorie des moins de 75 kg.